# Kató Havas
Kató Havas (* 5. November 1920 in Târgu Secuiesc (Kezdivásárhely); † 31. Dezember 2018) war eine ungarischstämmige Violinistin und Geigenpädagogin.

## Leben
Kató Havas begann im Alter von 5 Jahren mit dem Violinspiel und hatte schon in ihrer Kindheit öffentliche Auftritte. An der Musikakademie Budapest erhielt sie ihre klassische Solistenausbildung. Ihr Amerika-Debüt fand 1939 in der Carnegie Hall in New York statt, dem einige Tourneen folgten. Aus persönlichen Gründen verzichtete sie auf eine weitere Konzerttätigkeit und widmete sich voll und ganz der Lehrtätigkeit und der Erziehung ihrer drei Töchter. 2002 verlieh ihr die britische Königin für ihre Verdienste um die Musik die Auszeichnung Order of the British Empire.

## Methode
Sie begann früh mit der Entwicklung einer neuen Methode, die sich vor allem mit dem Stress bei Auftritten und der körperlichen Anspannung auseinandersetze. Sie machte sich Gedanken darüber, weshalb ungarische Zigeunergeiger nächtelang spannungsfrei, lächelnd und virtuoser als sie selbst spielen können, ohne je an Rückenschmerzen oder Sehnenscheidenentzündungen zu leiden. Im Mittelpunkt der Methode steht die Einheit von Körper und Geist, die durch Koordination der Körperbalancen entstehen soll. Hier setzt sie vor allem bei der Körper- und Bogenhaltung an. Ihre Erkenntnisse sind auf alle Formen des Musizierens und auf alle Altersstufen übertragbar. Ihre Veröffentlichungen erschienen in mehreren Sprachen.
Der Verbreitung ihrer Methode widmet sich die „Kato Havas Association for the New Approach“ (KHANA).

## Veröffentlichungen
- A New Approach to Violin Playing (London 1961)
- The Twelve Lesson Course in the New Approach (London 1964)
- The violin and I: a Autobiographical Account (London 1968)
- Stage Fright: Its Cause and Cures (London 1974), ISMN 979-0-20164023-5 (Suche im WorldCat)
- Freedom to Play: a String Manual (London 1977)

Übersetzungen ins Deutsche:
- Ein Neuer Weg zum Violinspiel. Bosworth Musikverlag, 1961, ISBN 3-920127-00-5
- Lampenfieber: Ursachen und Überwindung unter besonderer Berücksichtigung des Violinspiels. 1986, ISBN 3-920127-07-2